# Conceição do Almeida
Conceição do Almeida is een gemeente in de Braziliaanse deelstaat Bahia. De gemeente telt 17.974 inwoners (schatting 2009).

## Aangrenzende gemeenten
De gemeente grenst aan Castro Alves, Cruz das Almas, Dom Macedo Costa, Santo Antônio de Jesus, São Felipe, Sapeaçu en Varzedo.